# 約翰娜矛麗魚
約翰娜矛麗魚為輻鰭魚綱鱸形目隆頭魚亞目慈鯛科的其中一種，分布於南美洲亞馬遜河、埃塞奎博河、Oyapock及Approuague河等流域，體長可達28.3公分，棲息在河川底中層水域，生活習性不明。

## 擴展閱讀
維基物種上的相關：約翰娜矛麗魚